# Pasch (Band)
Pasch ist eine deutsche Bluesrock-Band aus Thüringen. Die Band wurde 1984 von Wilfried Willi Woigk in Gotha gegründet und gehörte zu den Spitzenbands der Blueserszene in der DDR.

## Bandgeschichte
Die Band wurde 1984 von Willi Woigk (Bassgitarre, Gesang) gegründet. Woigk hatte vorher in der Beatband The Polars gespielt, aus der später die Band Blues vital entstanden ist. Beeinflusst durch den neuen Gitarristen Werner Zentgraf hatte diese Band Ende der 1970er Jahre den Namen und die musikalische Stilrichtung gewechselt, worauf Woigk 1981 die Band Polars neu erstehen ließ, 1984 Pasch gründete und in beiden Bands gleichzeitig spielte.
Zunächst traf sich die Band im Gartenhaus Schulzes Eltern in Erfurt. Dort probten sie für ein Konzertprogramm, welches überwiegend aus Titeln bekannter Musiker und Bands bestand. Musikalische Vorbilder der Band waren Roger Chapman und Eric Burdon. Zunehmend entstanden eigene deutschsprachige Titel, für die vorwiegend der Sänger Andreas Kirsche Kirchner verantwortlich zeichnete, dessen Vorbild die Band Ton Steine Scherben war. Das erste Konzert fand im Oktober 1984 im heutigen Kulturhaus Gotha statt. Alle Mitglieder, außer der Schlagzeuger Rüdiger Üde Schorr, waren Musikstudenten oder Musiker mit Hochschulabschluss, weshalb die Band schon zu Anfang Profistatus hatte. Schorr musste, da er als Amateur galt, als Auflage an der Hochschule für Musik Franz Liszt Weimar Unterricht nehmen und eine Prüfung ablegen. Die Texte, vorwiegend mit systemkritischen Inhalt, bewirkten, dass die Band zunehmend mit Repressalien und Auftrittsverboten zu kämpfen hatte und von den DDR-Medien gemieden wurde. Dennoch sorgten ihre Auftritte für volle Häuser in der ganzen Republik. Dazu bedurfte es weder Plakate noch Anzeigen. Die Auftrittstermine wurden innerhalb der Szene von Mund zu Mund weitergegeben. Der zunehmende Druck auf die Band und Unstimmigkeiten über ihre weitere musikalische Entwicklung führten dazu, dass Kirsche und Klaus Müller von Baczko 1987 Pasch verließen und Kirsche & Co. gründeten. Unter Umgehung ihres Auftrittsverbotes und unter falschen Namen kamen daraufhin Andre Greiner-Pol (AGP) und der Gitarrist Gerry Franke von Freygang in die Band. Als Woigk und seine Tochter 1988 nach Konstanz am Bodensee übersiedelten, auch Hillert die Band verließ und die „Blütezeit“ des Blues in der DDR vorbei war, wurde es ruhiger um die Band.
Die Band ist bis heute eine Live-Band geblieben. Parallel zur derzeitigen Besetzung rund um Lothar Wilke, spielt die Band, unter der Leitung von Wilfried Willi Woigk, auch wieder in der Besetzung von 1986.